# 危険な微笑/氷の情事がこわれるとき?
『危険な微笑/氷の情事がこわれるとき?』（きけんなびしょう/こおりのじょうじがこわれるとき 原題：Fatal Instinct）は、1993年製作のアメリカ合衆国のパロディ映画。日本では劇場未公開。
『危険な情事』と『氷の微笑』をベースにしたパロディ映画で、原題もそれぞれの“Fatal Attraction”と“Basic Instinct”を組み合わせたものである。

## キャスト
| 役名                     | 俳優                                  | 日本語吹替 |
| ------------------------ | ------------------------------------- | ---------- |
| ネッド・ラヴィーン       | アーマンド・アサンテ                  | 小川真司   |
| ローラ・リンカーンベリー | シェリリン・フェン                    | 篠原恵美   |
| ラナ・ラヴィーン         | ケイト・ネリガン                      | 小宮和枝   |
| ローラ・ケイン           | ショーン・ヤング                      | 高島雅羅   |
| フランク・ケルボ         | クリストファー・マクドナルド          |            |
| マックス                 | ジェームズ・レマー                    |            |
| シャンキー判事           | トニー・ランドール                    |            |
|                          | ビル・コッブス （クレジットなし）     |            |
|                          | ロージー・オドネル （クレジットなし） |            |

吹替その他、喜多川拓郎、宮本充、上田敏也、星野充昭、水野龍司、長島雄一、天田益男、野沢由香里、大谷育江、中村雄一、相沢正輝、吉田美保、棚田恵美子